# Cirrus floccus
Cirrus floccus (Ci flo) és un tipus de núvol cirrus. El nom cirrus floccus deriva del llatí, que significa «pany de llana».
El cirrus floccus es presenta com a petits flocs de núvol, generalment amb una base irregular. El núvol pot tenir una virga caient d'ell, però la precipitació no arriba a terra. Els flocs individuals solen estar aïllats els uns dels altres.
En la formació, els núvols de cirrus floccus són de color blanc brillant i es poden confondre amb núvols altocúmuls; tanmateix, al cap d'uns minuts, la brillantor comença a esvair-se, indicant que estan fets de gel pur i, per tant, estan a un nivell més alt.
El terme «floccus» s'aplica als cirrus, als cirrocumulus i als altocumulus.